# Francisco de Melo e Castro, Governador de Moçambique
Francisco de Melo e Castro (Évora, 1702 - ????) foi um fidalgo português. Foi Fidalgo da Casa Real e governador de Mazagão e de Moçambique. 